# Gillespie Glacier
Gillespie Glacier är en glaciär i Antarktis. Den ligger i Västantarktis. Nya Zeeland gör anspråk på området. Gillespie Glacier ligger 1 476 meter över havet.
Terrängen runt Gillespie Glacier är varierad. Trakten är obefolkad. Det finns inga samhällen i närheten. 